# 우천초등학교
우천초등학교는 대한민국 강원특별자치도 횡성군 우천면 우항리에 있는 공립 초등학교이다.

## 학교 연혁
- 1930년 4월 1일 우천간이학교 개교(4년제)
- 1933년 4월 1일 우천공립보통학교 개교
- 1939년 4월 1일 우천국민학교 개명
- 1995년 3월 1일 덕원국민학교 통합
- 1996년 3월 1일 용둔초등학교와 통합
- 1996년 3월 1일 우천초등학교로 개칭
- 2020. 09. 01 제26대 김인중 교장 부임
- 2022. 12. 30 제88회 졸업(누계 4,444명)

## 참고 자료
- 우천초등학교 - 한국교육학술정보원 학교알리미